# Régades
Régades é uma comuna francesa na região administrativa de Occitânia, no departamento de Alta Garona. Estende-se por uma área de 3,62 km². Em 2010 a comuna tinha 140 habitantes (densidade: 38,7 hab./km²).